# Сиренов, Алексей Владимирович
Алексе́й Влади́мирович Сире́нов (род. 25 марта 1974, Владимир) — российский историк, специалист в области источниковедения истории России, а также вспомогательных исторических дисциплин — палеографии, кодикологии, текстологии, археографии. Член-корреспондент РАН по Отделению историко-филологических наук с 28 октября 2016 года. Директор Санкт-Петербургского института истории РАН (с 2018)

## Биография
Окончил Суздальское художественно-реставрационное училище по отделению реставрации живописи (1993), исторический факультет СПбГУ (1998) и аспирантуру там же (2001). В 1997—2003 годах — библиотекарь, младший научный сотрудник Отдела рукописей Российской национальной библиотеки.
С 2000 года — ассистент, старший преподаватель, доцент, профессор кафедры источниковедения истории России СПбГУ. В разное время читал лекционные курсы по русской палеографии, текстологии и археографии, генеалогии, геральдике, теории и практике источниковедения (до начала XVIII века).
14 ноября 2001 года защитил кандидатскую диссертацию «Степенная книга как исторический источник (редакции XVI — начала XVII вв.)» (научный руководитель — профессор В. К. Зиборов). Доктор исторических наук (2010, диссертация «Степенная книга и русская историческая мысль XVI—XVIII вв.»). Лауреат премии СПбГУ за научную работу (2012).
А. В. Сиренов — один из организаторов древнерусского семинара (совместный проект СПбИИ РАН и СПбГУ), председатель диссертационного совета при СПбИИ РАН, заместитель председателя Петербургского отделения Археографической комиссии РАН. Являлся заместителем председателя и членом двух диссертационных советов при СПбГУ. Под его научным руководством защищены 3 кандидатские диссертации.
Лауреат 1-й премии им. митрополита Макария в номинации «история России» за монографию «Степенная книга: история текста» (2009). Член бюро ОИФН РАН (с 2017). 1 марта 2018 года избран директором СПбИИ РАН; утверждён в должности 7 ноября 2018 года. В 2020 году совместно с Г. В. Маркеловым стал лауреатом академической премии имени А. Н. Веселовского за двухтомный труд «Летописец небесных знамений: лицевой рукописный сборник XVII века из собрания Библиотеки Российской академии наук».
В феврале 2022 года подписал открытое письмо российских учёных и научных журналистов с осуждением вторжения России на Украину и призывом вывести российские войска с украинской территории.

## Научная деятельность
Основным направлением исследований А. В. Сиренова является изучение памятников русской письменности и изобразительного искусства XVI—XVII веков (Степенная книга, повести, жития святых и др.). Им открыт черновик Степенной книги, изучено её влияние на историческую мысль России XVI—XVIII веков.
Принимал участие в подготовке к изданию Лицевого летописного свода, Латухинской Степенной книги, а также научного наследия академика С. Ф. Платонова. В 2001—2006 годах участвовал в международном проекте по изучению и подготовке издания Степенной книги (руководители — академик Н. Н. Покровский и профессор Калифорнийского университета Г. Ленхофф).
А. В. Сиренов возглавляет исследовательский проект СПбИИ РАН и СПбГУ, посвящённый описанию и изданию документов XVII века из архива Тихвинского Успенского монастыря. Результаты этой работы издаются в серии «Тихвинский архив».
Автор около 180 научных публикаций, в том числе четырёх монографий.

## Основные работы
Книги
- Путь к граду Китежу. Князь Георгий Владимирский в истории, житиях, легендах. — СПб., 2003.
- Датировка рукописей по маркировочным знакам бумаги: Учебное пособие. — СПб., 2006.
- Степенная книга: история текста / Отв. ред. Н. Н. Покровский. — М., 2007;
- Степенная книга и русская историческая мысль XVI—XVIII вв. — М.; СПб., 2010;
- Источниковедение: учебник для академического бакалавриата. — М., 2015 (в соавторстве с Е. Д. Твердюковой и А. И. Филюшкиным);
- История России до конца XVII в.: учебник для академического бакалавриата / Под общей ред. А. И. Филюшкина. — М., 2015. (в соавторстве с А. И. Филюшкиным, В. В. Шапошником, Ю. В. Селезневым, Д. В. Боднарчуком, Н. В. Штыковым)

Статьи
- Московский книжник конца XV в. Петр и его произведения // Труды Отдела древнерусской литературы. Т. 52. — СПб., 2001. — С. 582—595;
- О так называемом Молитвеннике Анны Ярославны // Палеография и кодикология: 300 лет после Монфокона. — М., 2008. — С. 177—190;
- Легенда о Торопецкой иконе Богоматери // Вестник Санкт-Петербургского университета. Сер. 2. История. — 2009. — Вып. 1. — С. 3-11;
- Об авторстве «Плана путешествия по России для собирания древностей» 1805 г. и историографического обзора в журнале Корифей // Археографический ежегодник за 2006 год. — М., 2011;
- Описание древнерусских некрополей в рукописях XVI—XVII вв. // Российская археология. — 2011. — № 1. — С. 120—124;
- «Двухтомник» Воскресенской летописи // Летописи и хроники. Новые исследования. 2011—2012. — М.; СПб., 2012. — С. 236—252;
- Пометы Томского списка Степенной книги и составление Лицевого летописного свода // Источниковедение и историография отечественной истории. Вып. 7. Историческое повествование в Средневековой России: К 450-летию Степенной книги. — СПб., 2014. — С. 202—220;
- Сердоликовая крабица московских князей XIV—XVI вв. как царская инсигния // Studia Slavica et Balcanica Petropolitana. — 2014. — № 2(16). — С. 57-66;
- О личности автора «Летописца о небесных знамениях» // Русская литература. — 2016. — № 2 (в соавт. с Г. В. Маркеловым);
- О прозвищах древнерусских князей // Петербургский исторический журнал. — 2017. — № 2.
- Иконография лицевого летописца о небесных явлениях // Вестник Санкт-Петербургского университета. Серия «История». — 2017. — Т. 62. — Вып. 2. — С. 319—338. (в соавт. с Г. В. Маркеловым);
- Суздальские исторические сочинения XVII—XVIII вв. / Древняя Русь. Вопросы медиевистики. — 2018. — № 3(73).
- Slavonic Translations of the «Master of Rhodes Letter» // Scrinium. 17 (2021). P. 1-27 (в соавторстве с М. В. Корогодиной и А. Г. Сергеевым).

Составитель и редактор
- Латухинская Степенная книга. 1676 год / Изд. подгот. Н. Н. Покровский, А. В. Сиренов; отв. ред. Н. Н. Покровский. — М., 2012.
- Родословные древа русских царей XVII—XVIII вв. — М., 2018 (составитель);
- Летописец небесных зна́мений: лицевой рукописный сборник XVII века из собрания Библиотеки Российской академии наук. В 2 т. / Изд. подгот. Г. В. Маркелов и А. В. Сиренов. — СПб.: Изд. Пушкинского Дома, 2018. — ISBN 978-5-87781-060-0
  - Т. 1. Факсимильное воспроизведение сборника. — 588 с. — ISBN 978-5-87781-062-4
  - Т. 2. Тексты, исследование, комментарии. — 528 с. — ISBN 978-5-87781-062-5
    - Рец. на двухтомник: Сазонова Л. И. Рец. на кн.: Летописец небесных зна́мений: лицевой рукописный сборник XVII века из собрания Библиотеки Российской академии наук. В 2 т. // Studia Litterarum. Научный филологический журнал Института мировой литературы имени А. М. Горького РАН. 2020. Т. 5. № 1. С. 354—369.
- Иеромонах Иоасаф (В. С. Гапонов) Церковно-историческое и статистическое описание Владимирской епархии, составленное на основании определения Св. Правительствующего Синода от 19 мая / 6 октября 1850 года / изд. подгот. А. И. Раздорский и А. В. Сиренов. — СПб.: Дмитрий Буланин, 2019.
- Реликварий Александра Невского: Исследования и материалы. — М.: Политическая энциклопедия, 2021 (составитель).